# Kostel Panny Marie Sněžné (Bratislava)
Kostel Panny Marie Sněžné známý také jako kostel na Kalvárii z roku 1943 se nachází v městské části Bratislava-Staré Město, na ulici Na Kalvárii č. 10.
Zasvěcený je Panně Marii Sněžné. Název je odvozen od křížové cesty (kalvárie), jejíž 14 zastavení bylo postaveno na tomto kopci. Pod kopcem se nachází jeskyně Lurdské Panny Marie, místo poutí i oddechu starých Bratislavanů. Kostel v současnosti spravují dominikáni.